# Главное управление МВД России по Московской области
ГУ МВД России по Московской области (Главное управление Министерства внутренних дел Российской Федерации по Московской области) или Подмосковная полиция — подразделение Министерства внутренних дел России.

## История
До 1956 года Москва и Московская область были единым структурным подразделением в системе НКВД МВД СССР. В 1956 году Министр внутренних дел СССР Николай Дудоров в целях улучшения управления издал приказ от 9 мая 1956 года № 071, которым образовалось два самостоятельных управления внутренних дел: ГУВД г. Москвы с центром на Петровке 38 и УВД Московской области (позже, ГУВД Московской области, ГУВД по Московской области, сейчас ГУ МВД России по Московской области) с центром на ул. Белинского, д.3 (теперь Никитский переулок, д.3).

## Руководство
- Первым начальником УВД Московской области стал комиссар 2-го ранга (по нынешним меркам генерал-лейтенант милиции) Василий Степанович Рясной. В этом же году он переходит на другую должность и
- на его место назначают комиссара 2-го ранга Григория Ивановича Калинина, который возглавил управление до 1959 года.
- В течение 10 следующих лет (1959—1969) руководил управлением внутренних дел Московской области комиссар 2-го ранга Сергей Андреевич Васильев.
- Далее до 1984 года на должность начальника управления назначен генерал-лейтенант милиции Василий Константинович Цепков, который ранее работал начальником отдела административных органов МК КПСС и курировал деятельность суда, прокуратуры и милиции. При нём, в 1978 году (приказ МВД от 10 марта 1978 года № 0122) произошла реорганизация управления внутренних дел Московской области в главное управление внутренних дел Московской области (в целях поднятия престижа и в связи с увеличением численности штатов). В годы его руководства открылся и музей истории подмосковной милиции, а также начали строить учебные корпуса школы подготовки младшего и среднего начальствующего состава, которая открылась в 1975 году (теперь центр профессиональной подготовки в посёлке Расторгуево Ленинского муниципального района).
- После ухода на пенсию Цепкова В. К. на его место назначен Иван Федорович Шилов, который проработал начальником ГУВД Московской области в 1984—1988 годах, ранее работал в центральном аппарате.
- С 1988 по 1994 годы руководство возглавил бывший начальник Егорьевской милиции, генерал-лейтенант милиции Константин Максимович Белин.
- С 1994 по 1995 годы его сменил генерал-лейтенант милиции Вячеслав Васильевич Огородников, который ранее работал в Истре, Наро-Фоминске, воевал в Афганистане.
- С 1995 по 1999 годы руководителем ГУВД Московской области стал бывший заместитель министра генерал-полковник милиции Александр Николаевич Куликов.
- Далее до 2001 года руководил ГУВД Московской области генерал-майор милиции Юрий Иванович Юхман.
- С 2001 года по 27 января 2014 года руководителем ГУ МВД России по Московской области являлся генерал-полковник полиции Николай Владимирович Головкин[2].
- С 27 января 2014 года руководителем ГУ МВД России по Московской области является генерал-лейтенант полиции Виктор Кузьмич Пауков[3].